# KFC '71
KFC '71 (Kruikelientjes Football Club) was een Nederlandse amateurvoetbalclub uit Delft, die meerdere successen in het vrouwenvoetbal wist te boeken, waaronder twee landskampioenschappen en drie KNVB Bekers. Trainers van toen waren Aad de Jong en Rien van Driel.
KFC '71 besloot in 2009 om een mannenelftal toe te laten. 
In 2010 ging de club failliet en gingen op één seniorenteam na alle leden naar VV SEP.

## Erkenning
Het vrouwenvoetbal werd uiteindelijk in Nederland in 1971 erkend. Vanaf dat jaar maakte vrouwenvoetbal officieel deel uit van de KNVB.
Toch waren veel bestaande voetbalverenigingen geen voorstander van een vrouwenafdeling, vooral vanwege de organisatorische rompslomp. Daarom werden specifieke vrouwenvoetbalverenigingen opgericht, waarvan KFC ’71 de meest bekende is.

## Bekende oud-spelers
- Cindy Burger (1997-1999)
- Nangila van Eyck
- Wil de Visser (1972-1990)
- Hesterine de Reus
- Sarina Wiegman
- Ria Desaunois
- Danielle Rust

## Erelijst
| Competitie    |        |                  |
| Competitie    | Aantal | Jaren            |
| ------------- | ------ | ---------------- |
| Landskampioen | 2×     | 1986, 1989       |
| KNVB Beker    | 3×     | 1987, 1990, 1991 |